# クラレンス＝アヴォンデイル公爵

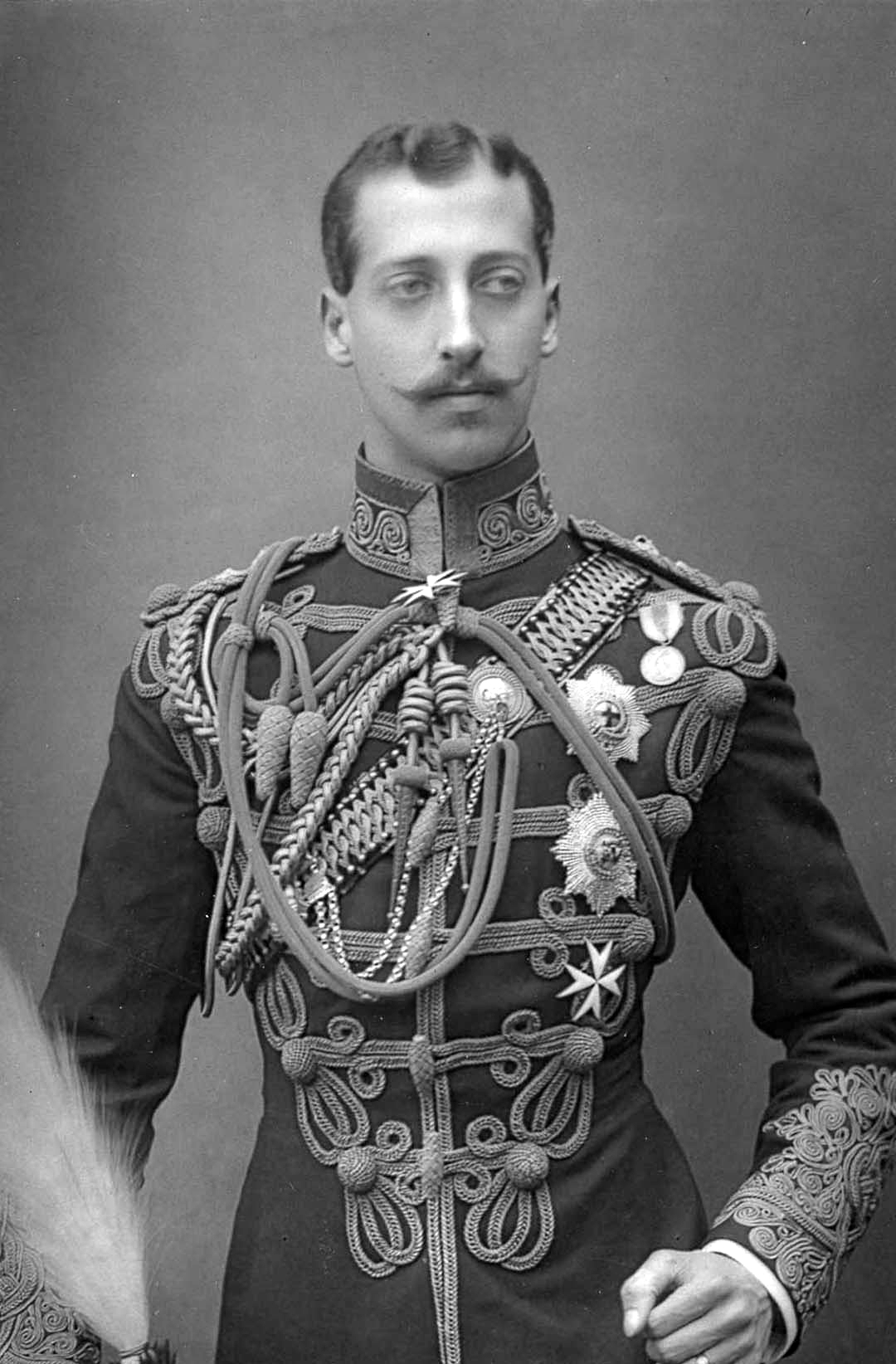
クラレンス＝アヴォンデイル公爵アルバート・ヴィクター王子、1891年撮影。

クラレンス＝アヴォンデイル公爵（クラレンス＝アヴォンデイルこうしゃく、英語: Duke of Clarence and Avondale）は、連合王国貴族の公爵位。イギリス王室の爵位であり、1度創設された。

## 歴史
イギリス王太子アルバート・エドワード(1841-1910)（後の国王エドワード7世）の息子アルバート・ヴィクター王子(1864-1892)は1890年5月24日に連合王国貴族であるアスローン伯爵とクラレンス＝アヴォンデイル公爵に叙された。
爵位名はかつて王族男子に何度か与えられたクラレンス公と、スコットランド南西部クライド川の支流エイヴォン渓谷に由来する。なお、ブリテン島内にエイヴォン川は複数存在するが、こちらはニュージーランド南島のエイヴォン川の名の由来でもある。
しかし、アルバート・ヴィクター王子は1892年1月に死去、生涯未婚だったため爵位は廃絶した。

## クラレンス＝アヴォンデイル公爵（1890年）
- 初代クラレンス＝アヴォンデイル公爵アルバート・ヴィクター王子(1864-1892)